# Digable Planets
Digable Planets ist ein US-amerikanisches Hip-Hop-Trio aus dem Bereich des Jazz-Rap und Alternative Hip-Hop.

## Geschichte
Digable Planets bestehen aus den drei Musikern Ishmael Butler (* 3. Juli 1969 in Seattle, Washington), Mary Ann Viera (* 25. Juli 1973 in Silver Spring, Maryland) und Craig Irving (* 20. Februar 1967 in Philadelphia, Pennsylvania).
Die beiden Erstgenannten trafen sich in Massachusetts, wo beide das College besuchten. Später lernte Mary Ann Viera an der Howard University Craig Irving kennen. In Brooklyn beschlossen die drei 1991, gemeinsam unter dem Namen Digable Planets zu rappen, und gaben sich alle Insektennamen, da diese ihrer Meinung nach wie die Gruppe Symbiosen eingehen und dadurch die Welt beherrschen. Butler nannte sich Butterfly (Schmetterling), Viera Ladybug (Marienkäfer) und Irving Doodlebug (Ameisenlöwe).
Als erste Single veröffentlichte das Trio das Lied Rebirth of Slick (Cool Like Dat), in dem die Bläser der Jazz Messengers gesamplet wurden. Das Stück wurde zu ihrem größten Erfolg, erreichte in den USA Platz 15 der Billboard Hot 100 und wurde für mehr als 500.000 verkaufte Exemplare mit der goldenen Schallplatte der RIAA ausgezeichnet. Auch im Vereinigten Königreich konnte es sich für zwei Wochen in der Hitparade halten. Darüber hinaus gewann die Gruppe mit diesem Titel den Grammy Award for Best Rap Performance by a Duo or Group.
Auch das dazugehörige Album, Reachin’ (A New Refutation of Time and Space) wurde sowohl von Kritikern gelobt, als auch ein kommerzieller Erfolg, wenn auch die weiteren Singles daraus, Where I′m From und Nickel Bags, weitgehend unbeachtet blieben. Es gelangte bis auf Platz 15 der Billboard 200 und wurde wie Rebirth of Slick (Cool Like Dat) mit Gold der RIAA bedacht.
Anschließend ging die Gruppe auf Welttournee. Im Gegensatz zu anderen Hip-Hop-Künstlern waren die Auftritte von Digable Planets an Jazz-Konzerte angelehnt. Zwar gab es einen DJ – in diesem Fall King Britt, der sich passend zum Rest der Gruppe DJ Silkworm (DJ Seidenspinner) nannte – aber auch Live-Musiker. Dabei wurde jedoch oft kritisiert, dass diese nur die in den Liedern gesampleten Ausschnitte nachspielten.
Als Folge daraus wurden für das zweite Album, Blowout Comb von 1994, weniger Samples verwendet und dafür mehrere originale Solos eingespielt. Die Platte kam bei den Kritikern sogar noch besser an als das Debüt, konnte jedoch nicht den Verkaufserfolg des Erstlings wiederholen. Gründe waren einerseits das Fehlen einer bekannten Single – 9th Wonder erreichte zwar die Billboard Hot 100, gelangte allerdings nur bis Platz 80 – und andererseits der kommerzielle Durchbruch des konträren Gangsta-Rap, der den Hip-Hop zu dominieren begann.
Danach führten kreative Differenzen unter den Mitgliedern zur Auflösung des Kollektivs. Die beteiligten Personen machten jedoch getrennt voneinander weiter Musik.
2005 vereinigte sich die Gruppe jedoch wieder und kündigte ein weiteres Album an. Dies nutzte ihr Label um die Compilation Beyond the Spectrum: The Creamy Spy Chronicles zu veröffentlichen und so die Band wieder in Erinnerung zu rufen und eventuell neue Hörer zu gewinnen. Trotz einiger gemeinsamer Konzerte erschien jedoch nie neue Musik und Butler erklärte 2012 nach einem kurzfristig abgesagten Auftritt das endgültige Ende der Digable Planets, wobei er Viera die Schuld gab, mit der es schwierig sei zusammenzuarbeiten.
Dennoch kam das Trio Ende 2015 erneut für ein weiteres Konzert zusammen. Im Sommer 2016 wurde daraus eine ganze Tournee. Die Aufnahmen dieser erschienen Mitte 2017 als Livealbum.
Ishmael Butler veröffentlicht auch Alben mit dem Projekt Shabazz Palaces, zuletzt 2020 die Platte The Don Of Diamond Dreams.

## Diskografie
Studioalben
- 1993: Reachin’ (A New Refutation of Time and Space)
- 1994: Blowout Comb

Kompilationen
- 2005: Beyond the Spectrum: The Creamy Spy Chronicles

Livealben
- 2017: Digable Planets Live

Singles
- 1992: Rebirth of Slick (Cool Like Dat)
- 1993: Where I’m From
- 1993: Nickel Bags
- 1994: 9th Wonder
- 1995: Dial 7 (Axioms of Creamy Spies)

## Auszeichnungen
- 1993: Grammy Award for Best Rap Performance by a Duo or Group für „Rebirth of Slick (Cool Like Dat)“[8]